# Persone più ricche del mondo secondo Forbes
Ogni anno da marzo 1987 la rivista statunitense Forbes pubblica una lista delle persone più ricche del mondo in miliardi di dollari statunitensi. 
Regnanti e dittatori la cui ricchezza deriva dalla propria posizione sono esclusi da queste liste. Questa classifica è un indice delle ricchezze individuali documentate, esclude quindi quelle che non è possibile accertare (come ad esempio quelle di boss criminali). Secondo un rapporto del 2017 di Oxfam, i primi 8 miliardari possiedono una ricchezza combinata come la metà più povera della popolazione umana.
Il valore netto totale di ogni individuo della lista è stimato e viene citato in dollari statunitensi, in base al loro patrimonio documentato e alla contabilizzazione del debito. I nuovi arrivati nella lista negli ultimi anni provengono in gran parte dalla Repubblica Popolare Cinese e il numero di donne nella lista è in costante aumento. Nel 2021 Mark Zuckerberg era l'unica persona nella lista dei primi 30 miliardari con meno di 40 anni.

## 2025
La lista del 2025 contiene il numero record di 3.028 miliardari con un valore totale di ricchezza pari a 16.100 miliardi di dollari, un altro record.
Di questi 902, quindi quasi un terzo, provengono dagli Stati Uniti, 516 dalla Cina e 205 dall'India.
406 sono le donne nella lista, ma solo 113 di loro non hanno ereditato la loro fortuna.
L'uomo più ricco del mondo è Elon Musk, il primo nella storia della lista a superare i 300 miliardi di dollari.
Legenda
  :  aumentato rispetto al 2024
  :  diminuito rispetto al 2024
  :  nessuna variazione rispetto al 2024
| #  | Nome                         | Patrimonio (mld US$) | Età | Nazione     | Azienda                         |
| -- | ---------------------------- | -------------------- | --- | ----------- | ------------------------------- |
| 1  | Elon Musk                    | 342                  | 53  | Stati Uniti | Tesla, SpaceX                   |
| 2  | Mark Zuckerberg              | 216                  | 40  | Stati Uniti | Meta                            |
| 3  | Jeff Bezos                   | 215                  | 61  | Stati Uniti | Amazon, Blue Origin             |
| 4  | Larry Ellison                | 192                  | 80  | Stati Uniti | Oracle Corporation              |
| 5  | Bernard Arnault              | 178                  | 76  | Francia     | LVMH                            |
| 6  | Warren Buffett               | 154                  | 94  | Stati Uniti | Berkshire Hathaway              |
| 7  | Larry Page                   | 144                  | 52  | Stati Uniti | Alphabet (Google)               |
| 8  | Sergey Brin                  | 138                  | 52  | Stati Uniti | Alphabet (Google)               |
| 9  | Amancio Ortega               | 124                  | 89  | Spagna      | Inditex, Zara                   |
| 10 | Steve Ballmer                | 118                  | 69  | Stati Uniti | Microsoft                       |
| 11 | Samuel Robson Walton         | 110                  | 80  | Stati Uniti | Walmart                         |
| 12 | Jim Walton                   | 109                  | 76  | Stati Uniti | Walmart                         |
| 13 | Bill Gates                   | 108                  | 69  | Stati Uniti | Microsoft                       |
| 14 | Michael Bloomberg            | 105                  | 83  | Stati Uniti | Bloomberg                       |
| 15 | Alice Walton                 | 101                  | 75  | Stati Uniti | Walmart                         |
| 16 | Jen-Hsun Huang               | 98,7                 | 62  | Stati Uniti | NVIDIA                          |
| 17 | Michael Dell                 | 97,7                 | 60  | Stati Uniti | Dell                            |
| 18 | Mukesh Ambani                | 92,5                 | 67  | India       | Reliance Industries             |
| 19 | Carlos Slim Helu             | 82,5                 | 85  | Messico     | Telmex, América Móvil           |
| 20 | Françoise Bettencourt-Meyers | 81,6                 | 71  | Francia     | L'Oreal                         |
| 21 | Julia Koch                   | 74,2                 | 62  | Stati Uniti | Koch Industries                 |
| 22 | Charles Koch                 | 67,5                 | 89  | Stati Uniti | Koch Industries                 |
| 23 | Zhang Yiming                 | 65,5                 | 41  | Cina        | ByteDance (TikTok)              |
| 24 | Changpeng Zhao               | 62,9                 | 48  | Canada      | Binance                         |
| 25 | Jeff Yass                    | 59                   | 66  | Stati Uniti | Susquehanna International Group |
| 26 | Zhong Shanshan               | 57,7                 | 70  | Cina        | Nongfu Spring                   |
| 27 | Thomas Peterffy              | 57,3                 | 80  | Stati Uniti | Interactive Brokers             |
| 28 | Gautam Adani                 | 56,3                 | 62  | India       | Adani Group                     |
| 29 | Ma Huateng                   | 56,2                 | 53  | Cina        | Tencent Holdings                |
| 30 | Tadashi Yanai                | 45,1                 | 76  | Giappone    | Uniqlo                          |
| 31 | Stephen A. Schwarzman        | 44,4                 | 78  | Stati Uniti | Blackstone Group                |
| 32 | Lei Jun                      | 43,5                 | 55  | Cina        | Xiaomi                          |
| 33 | Jacqueline Mars              | 42,6                 | 85  | Stati Uniti | Mars                            |
| 33 | John Mars                    | 42,6                 | 89  | Stati Uniti | Mars                            |
| 35 | Kenneth C. Griffin           | 42,3                 | 56  | Stati Uniti | Citadel                         |
| 35 | Colin Huang                  | 42,3                 | 45  | Cina        | Pinduoduo, Temu                 |
| 37 | Dieter Schwarz               | 41                   | 85  | Germania    | Lidl, Kaufland                  |
| 38 | Mark Mateschitz              | 40,6                 | 32  | Austria     | Red Bull                        |
| 39 | Klaus-Michael Kühne          | 39,6                 | 87  | Germania    | Kuehne + Nagel                  |
| 40 | Li Ka-shing                  | 38,9                 | 96  | Hong Kong   | CK Hutchison                    |
| 41 | Giovanni Ferrero             | 38,2                 | 60  | Italia      | Ferrero                         |
| 42 | Lukas Walton                 | 37,9                 | 38  | Stati Uniti | Walmart                         |
| 42 | Robin Zeng                   | 37,9                 | 56  | Hong Kong   | Contemporary Amperex Technology |
| 44 | Gianluigi Aponte             | 37,7                 | 84  | Svizzera    | MSC                             |
| 44 | Rafaela Aponte-Diamant       | 37,7                 | 80  | Svizzera    | MSC                             |
| 46 | Alain Wertheimer             | 36                   | 76  | Francia     | Chanel                          |
| 46 | Gerard Wertheimer            | 36                   | 74  | Francia     | Chanel                          |
| 48 | Savitri Jindal               | 35,5                 | 75  | India       | JSW Group                       |
| 49 | Phil Knight                  | 35,4                 | 87  | Stati Uniti | Nike                            |
| 50 | Reinhold Würth               | 35,1                 | 89  | Germania    | Würth                           |

## 2024
La lista di aprile 2024 include il numero record di 2.781 miliardari con un valore di ricchezza totale di 14.200 miliardi, con un altro record quindi nell'aumento annuale di ricchezza: 2.000 miliardi. Due terzi dei membri della lista sono più ricchi dello scorso anno. Per la prima volta nella top 10 tutti hanno un patrimonio di oltre 100 miliardi.
Ulteriore record sono gli 813 miliardari provenienti dagli Stati Uniti, mentre 473 vengono dalla Cina, 200 dall'India, 132 dalla Germania, 120 dalla Russia e 73 dall'Italia.

369 le donne miliardarie, quasi tutte hanno ereditato la loro fortuna.
Legenda
  :  aumentato rispetto al 2023
  :  diminuito rispetto al 2023
  :  nessuna variazione rispetto al 2023
| #  | Nome            | Patrimonio (mld US$) | Età | Nazione     | Azienda             |
| -- | --------------- | -------------------- | --- | ----------- | ------------------- |
| 1  | Bernard Arnault | 233                  | 75  | Francia     | LVMH                |
| 2  | Elon Musk       | 195                  | 52  | Stati Uniti | Tesla, SpaceX       |
| 3  | Jeff Bezos      | 194                  | 60  | Stati Uniti | Amazon              |
| 4  | Mark Zuckerberg | 177                  | 39  | Stati Uniti | Meta                |
| 5  | Larry Ellison   | 141                  | 79  | Stati Uniti | Oracle Corporation  |
| 6  | Warren Buffett  | 133                  | 93  | Stati Uniti | Berkshire Hathaway  |
| 7  | Bill Gates      | 128                  | 68  | Stati Uniti | Microsoft           |
| 8  | Steve Ballmer   | 121                  | 68  | Stati Uniti | Microsoft           |
| 9  | Mukesh Ambani   | 116                  | 67  | India       | Reliance Industries |
| 10 | Larry Page      | 114                  | 51  | Stati Uniti | Alphabet (Google)   |

## 2023
La lista del 5 aprile 2023 include 2.640 miliardari con un valore di ricchezza totale di 12.200 miliardi, quindi 28 membri e 500 miliardi in meno. Infatti circa metà dei miliardari presenti è più "povera" dell'anno scorso, tra cui l'ex capolista Elon Musk.

10 anni dopo il messicano Carlos Slim Helu, un non americano arriva in vetta: è il francese Bernard Arnault. Come provenienza dei miliardari, 735 vengono dagli Stati Uniti, 562 dalla Cina, 169 dall'India, 126 dalla Germania e 105 dalla Russia.

337 le donne miliardarie, quasi tutte hanno ereditato la loro fortuna.
Legenda
  :  aumentato rispetto al 2022
  :  diminuito rispetto al 2022
  :  nessuna variazione rispetto al 2022
| #  | Nome              | Patrimonio (mld US$) | Età | Nazione     | Azienda               |
| -- | ----------------- | -------------------- | --- | ----------- | --------------------- |
| 1  | Bernard Arnault   | 211,0                | 74  | Francia     | LVMH                  |
| 2  | Elon Musk         | 180,0                | 51  | Stati Uniti | Tesla, SpaceX         |
| 3  | Jeff Bezos        | 114,0                | 59  | Stati Uniti | Amazon                |
| 4  | Larry Ellison     | 107,0                | 78  | Stati Uniti | Oracle Corporation    |
| 5  | Warren Buffett    | 106,0                | 92  | Stati Uniti | Berkshire Hathaway    |
| 6  | Bill Gates        | 104,0                | 67  | Stati Uniti | Microsoft             |
| 7  | Michael Bloomberg | 94,5                 | 81  | Stati Uniti | Bloomberg             |
| 8  | Carlos Slim Helú  | 93,0                 | 83  | Messico     | Telmex, América Móvil |
| 9  | Mukesh Ambani     | 83,4                 | 65  | India       | Reliance Industries   |
| 10 | Steve Ballmer     | 80,7                 | 67  | Stati Uniti | Microsoft             |

## 2022
La lista di marzo 2022 include 2.668 miliardari con un valore di ricchezza totale di 12.700 miliardi. Per la prima volta il primato va ad Elon Musk. Come provenienza dei miliardari, 735 vengono dagli Stati Uniti, 607 dalla Cina, 166 dall'India, 134 dalla Germania e 83 dalla Russia.
327 le donne miliardarie, quasi tutte hanno ereditato la loro fortuna. I primi 8 della classifica hanno tutti un patrimonio superiore ai 100 miliardi di dollari, Elon Musk addirittura ai 200, un record.
Legenda
  :  aumentato rispetto al 2021
  :  diminuito rispetto al 2021
  :  nessuna variazione rispetto al 2021
| #  | Nome                         | Patrimonio (mld US$) | Età | Nazione     | Azienda                                               |
| -- | ---------------------------- | -------------------- | --- | ----------- | ----------------------------------------------------- |
| 1  | Elon Musk                    | 219,0                | 50  | Stati Uniti | Tesla, SpaceX                                         |
| 2  | Jeff Bezos                   | 177,0                | 58  | Stati Uniti | Amazon                                                |
| 3  | Bernard Arnault              | 158,0                | 73  | Francia     | LVMH                                                  |
| 4  | Bill Gates                   | 129,0                | 66  | Stati Uniti | Microsoft                                             |
| 5  | Warren Buffett               | 118,0                | 91  | Stati Uniti | Berkshire Hathaway                                    |
| 6  | Larry Page                   | 118,0                | 49  | Stati Uniti | Alphabet (Google)                                     |
| 7  | Sergey Brin                  | 111,0                | 48  | Stati Uniti | Alphabet (Google)                                     |
| 8  | Larry Ellison                | 106,0                | 77  | Stati Uniti | Oracle Corporation                                    |
| 9  | Steve Ballmer                | 91,4                 | 66  | Stati Uniti | Microsoft                                             |
| 10 | Mukesh Ambani                | 90,7                 | 64  | India       | Reliance Industries                                   |
| 11 | Gautam Adani                 | 90,0                 | 59  | India       | Adani Group                                           |
| 12 | Michael Bloomberg            | 82,0                 | 80  | Stati Uniti | Bloomberg                                             |
| 13 | Carlos Slim Helú             | 81,2                 | 82  | Messico     | Telmex, América Móvil                                 |
| 14 | Françoise Bettencourt-Meyers | 74,8                 | 68  | Francia     | L'Oreal                                               |
| 15 | Mark Zuckerberg              | 67,3                 | 36  | Stati Uniti | Facebook                                              |
| 16 | Jim Walton                   | 66,2                 | 73  | Stati Uniti | Walmart                                               |
| 17 | Zhong Shanshan               | 65,7                 | 67  | Cina        | Nongfu Spring                                         |
| 18 | Alice Walton                 | 65,3                 | 72  | Stati Uniti | Walmart                                               |
| 19 | Samuel Robson "Rob" Walton   | 65,0                 | 77  | Stati Uniti | Walmart                                               |
| 19 | Changpeng Zhao               | 65,0                 | 44  | Canada      | Binance                                               |
| 21 | Charles Koch                 | 60,0                 | 86  | Stati Uniti | Koch Industries                                       |
| 21 | Julia Koch                   | 60,0                 | 59  | Stati Uniti | Koch Industries                                       |
| 23 | Amancio Ortega               | 59,6                 | 86  | Spagna      | Inditex, Zara                                         |
| 24 | Michael Dell                 | 55,1                 | 57  | Stati Uniti | Dell                                                  |
| 25 | Zhang Yiming                 | 50,0                 | 38  | Cina        | ByteDance (TikTok)                                    |
| 26 | David Thomson                | 49,2                 | 64  | Canada      | Thomson Reuters                                       |
| 27 | Phil Knight                  | 47,3                 | 84  | Stati Uniti | Nike                                                  |
| 28 | Dieter Schwarz               | 47,1                 | 82  | Germania    | Lidl, Kaufland                                        |
| 29 | Robin Zeng                   | 44,8                 | 53  | Hong Kong   | Contemporary Amperex Technology                       |
| 30 | MacKenzie Scott              | 43,6                 | 51  | Stati Uniti | Amazon                                                |
| 31 | Rodolphe Saadé               | 41,4                 | 52  | Francia     | CMA CGM                                               |
| 32 | François Pinault             | 40,4                 | 85  | Francia     | Kering                                                |
| 33 | Klaus-Michael Kühne          | 37,3                 | 84  | Germania    | Kuehne + Nagel                                        |
| 34 | Ma Huateng                   | 37,2                 | 50  | Cina        | Tencent Holdings                                      |
| 35 | Karl Albrecht jr             | 36,8                 | 74  | Germania    | ALDI                                                  |
| 36 | Giovanni Ferrero             | 36,2                 | 57  | Italia      | Ferrero                                               |
| 37 | Li Ka Shing                  | 34,8                 | 93  | Hong Kong   | CK Hutchison                                          |
| 37 | Stephen A. Schwarzman        | 34,8                 | 75  | Stati Uniti | Blackstone Group                                      |
| 39 | Lee Shau Kee                 | 32,6                 | 94  | Hong Kong   | Henderson Land Development                            |
| 40 | Len Blavatnik                | 32,5                 | 64  | Ucraina     | Access Industries, Warner Music, DAZN, LyondellBasell |
| 41 | Jacqueline Mars              | 31,7                 | 82  | Stati Uniti | Mars                                                  |
| 41 | John Mars                    | 31,7                 | 86  | Stati Uniti | Mars                                                  |
| 43 | Alain Wertheimer             | 31,2                 | 73  | Francia     | Chanel                                                |
| 43 | Gérard Wertheimer            | 31,2                 | 71  | Francia     | Chanel                                                |
| 45 | Germán Larrea Mota Velasco   | 30,8                 | 68  | Messico     | Grupo México                                          |
| 46 | Gina Rinehart                | 30,2                 | 68  | Australia   | Hancock Prospecting                                   |
| 47 | Shiv Nadar                   | 28,7                 | 76  | India       | HCL Technologies                                      |
| 48 | Jim Simons                   | 28,6                 | 83  | Stati Uniti | Renaissance Technologies                              |
| 49 | He Xiangjian                 | 28,3                 | 79  | Cina        | Midea Group                                           |
| 50 | Miriam Adelson               | 27,5                 | 76  | Stati Uniti | Las Vegas Sands                                       |
| 51 | Dietrich Mateschitz          | 27,4                 | 77  | Austria     | Red Bull                                              |
| 52 | Leonardo Del Vecchio         | 27,3                 | 86  | Italia      | Luxottica                                             |
| 53 | Kenneth C. Griffin           | 27,2                 | 53  | Stati Uniti | Citadel LLC                                           |
| 54 | Tadashi Yanai                | 26,1                 | 73  | Giappone    | Uniqlo                                                |
| 55 | William Lei Ding             | 25,2                 | 50  | Cina        | Netease                                               |
| 56 | Susanne Klatten              | 24,3                 | 59  | Germania    | BMW                                                   |
| 56 | Cyrus Poonawalla             | 24,3                 | 80  | India       | Serum Institute of India                              |
| 56 | Wang Wei                     | 24,3                 | 51  | Cina        | SF Express                                            |
| 59 | Qin Yinglin                  | 24,1                 | 56  | Cina        | Muyuan Foodstuff                                      |
| 60 | Sam Bankman-Fried            | 24,0                 | 30  | Stati Uniti | FTX, Alameda Research                                 |
| 61 | Takemitsu Takizaki           | 23,9                 | 76  | Giappone    | Keyence                                               |
| 62 | Li Shufu                     | 23,7                 | 58  | Cina        | Geely Automobile (Volvo)                              |
| 63 | Emmanuel Besnier             | 23,5                 | 51  | Francia     | Lactalis                                              |
| 64 | Robert Budi Hartono          | 23,2                 | 81  | Indonesia   | Djarum, Como Calcio                                   |
| 65 | Leonard Lauder               | 23,1                 | 89  | Stati Uniti | Estée Lauder                                          |
| 66 | Guillaume Pousaz             | 23,0                 | 40  | Svizzera    | Checkout.com                                          |
| 67 | Iris Fontbona                | 22,8                 | 79  | Cile        | Antofagasta                                           |
| 67 | Jack Ma                      | 22,8                 | 57  | Cina        | Alibaba Group                                         |
| 69 | Michael "Bambang" Hartono    | 22,3                 | 82  | Indonesia   | Djarum, Como Calcio                                   |
| 70 | Eric Schmidt                 | 22,1                 | 66  | Stati Uniti | Alphabet (Google)                                     |
| 71 | Ray Dalio                    | 22,0                 | 72  | Stati Uniti | Bridgewater Associates                                |
| 71 | Daniel Gilbert               | 22,0                 | 60  | Stati Uniti | Quicken Loans                                         |
| 73 | Thomas Frist Jr.             | 21,8                 | 83  | Stati Uniti | HCA Healthcare                                        |
| 74 | Masayoshi Son                | 21,3                 | 64  | Giappone    | SoftBank                                              |
| 75 | Abigail Johnson              | 21,2                 | 60  | Stati Uniti | Fidelity Investments                                  |
| 76 | Rupert Murdoch               | 20,8                 | 91  | Australia   | News Corp, Fox Corporation                            |
| 77 | Stefan Quandt                | 20,7                 | 55  | Germania    | BMW                                                   |
| 78 | Jen-Hsun Huang               | 20,6                 | 59  | Stati Uniti | NVIDIA                                                |
| 79 | Huang Shilin                 | 20,3                 | 55  | Cina        | Contemporary Amperex Technology                       |
| 80 | Thomas Peterffy              | 20,1                 | 77  | Stati Uniti | Interactive Brokers                                   |
| 81 | Radhakishan Damani           | 20,0                 | 67  | India       | DMart                                                 |

## 2021
Nel 2021 il numero di miliardari raggiunge il record: 2.755, cioè 660 in più dell'anno scorso.
Secondo un rapporto di Oxfam del 25 gennaio 2021 le 1.000 persone più ricche del mondo hanno recuperato in appena nove mesi tutte
le perdite che avevano accumulato per l’emergenza Covid-19; anzi l'86% di essi sono più ricchi di un anno fa.
Insieme "valgono" 13.100 miliardi di dollari. Gli USA hanno 724 miliardari (8 dei primi 10 e 13 dei primi 20 sono statunitensi), segue la Cina (includendo Hong Kong e Macao) con 698.
Grazie all'impennata del valore delle azioni di Amazon e Tesla, Jeff Bezos resta la persona più ricca del mondo per il quarto anno consecutivo con un patrimonio di 177 miliardi di dollari, mentre Elon Musk balza dal trentunesimo al secondo posto con 151 miliardi di dollari.
Legenda
  :  aumentato rispetto al 2020
  :  diminuito rispetto al 2020
  :  nessuna variazione rispetto al 2020
| #  | Nome                         | Patrimonio (mld US$) | Età | Nazione     | Azienda                                               |
| -- | ---------------------------- | -------------------- | --- | ----------- | ----------------------------------------------------- |
| 1  | Jeff Bezos                   | 177,0                | 57  | Stati Uniti | Amazon                                                |
| 2  | Elon Musk                    | 151,0                | 49  | Stati Uniti | Tesla, SpaceX                                         |
| 3  | Bernard Arnault              | 150,0                | 72  | Francia     | LVMH                                                  |
| 4  | Bill Gates                   | 124,0                | 65  | Stati Uniti | Microsoft                                             |
| 5  | Mark Zuckerberg              | 97,0                 | 36  | Stati Uniti | Facebook                                              |
| 6  | Warren Buffett               | 96,0                 | 90  | Stati Uniti | Berkshire Hathaway                                    |
| 7  | Larry Ellison                | 93,0                 | 76  | Stati Uniti | Oracle Corporation                                    |
| 8  | Larry Page                   | 91,5                 | 48  | Stati Uniti | Google                                                |
| 9  | Sergey Brin                  | 89,0                 | 47  | Stati Uniti | Google                                                |
| 10 | Mukesh Ambani                | 84,5                 | 63  | India       | Reliance Industries                                   |
| 11 | Amancio Ortega               | 77,0                 | 85  | Spagna      | Inditex, Zara                                         |
| 12 | Françoise Bettencourt-Meyers | 73,6                 | 67  | Francia     | L'Oreal                                               |
| 13 | Zhong Shanshan               | 68,9                 | 66  | Cina        | Nongfu Spring                                         |
| 14 | Steve Ballmer                | 68,7                 | 65  | Stati Uniti | Microsoft                                             |
| 15 | Ma Huateng                   | 65,8                 | 49  | Cina        | Tencent Holdings                                      |
| 16 | Carlos Slim Helú             | 62,8                 | 81  | Messico     | Telmex, América Móvil                                 |
| 17 | Alice Walton                 | 61,8                 | 71  | Stati Uniti | Walmart                                               |
| 18 | Jim Walton                   | 60,2                 | 72  | Stati Uniti | Walmart                                               |
| 19 | Samuel Robson "Rob" Walton   | 59,5                 | 76  | Stati Uniti | Walmart                                               |
| 20 | Michael Bloomberg            | 59,0                 | 79  | Stati Uniti | Bloomberg                                             |
| 21 | Colin Zheng Huang            | 55,3                 | 41  | Cina        | Pinduoduo                                             |
| 22 | MacKenzie Scott              | 53,0                 | 50  | Stati Uniti | Amazon                                                |
| 23 | Daniel Gilbert               | 51,9                 | 59  | Stati Uniti | Quicken Loans                                         |
| 24 | Gautam Adani                 | 50,5                 | 58  | India       | Adani Group                                           |
| 25 | Phil Knight                  | 49,9                 | 83  | Stati Uniti | Nike                                                  |
| 26 | Jack Ma                      | 48,4                 | 56  | Cina        | Alibaba Group                                         |
| 27 | Charles Koch                 | 46,4                 | 85  | Stati Uniti | Koch Industries                                       |
| 27 | Julia Koch                   | 46,4                 | 58  | Stati Uniti | Koch Industries                                       |
| 29 | Masayoshi Son                | 45,4                 | 63  | Giappone    | SoftBank                                              |
| 30 | Michael Dell                 | 45,1                 | 56  | Stati Uniti | Dell                                                  |
| 31 | Tadashi Yanai                | 44,1                 | 72  | Giappone    | Uniqlo                                                |
| 32 | François Pinault             | 42,3                 | 84  | Francia     | Kering                                                |
| 33 | David Thomson                | 41,8                 | 63  | Canada      | Thomson Reuters                                       |
| 34 | Karl Albrecht jr             | 39,2                 | 73  | Germania    | ALDI                                                  |
| 35 | Wang Wei                     | 39,0                 | 50  | Cina        | SF Express                                            |
| 36 | Miriam Adelson               | 38,2                 | 75  | Stati Uniti | Las Vegas Sands                                       |
| 37 | He Xiangjian                 | 37,7                 | 78  | Cina        | Midea Group                                           |
| 38 | Dieter Schwarz               | 36,9                 | 81  | Germania    | Lidl, Kaufland                                        |
| 39 | Zhang Yiming                 | 35,6                 | 37  | Cina        | ByteDance                                             |
| 40 | Giovanni Ferrero             | 35,1                 | 56  | Italia      | Ferrero                                               |
| 41 | Alain Wertheimer             | 34,5                 | 72  | Francia     | Chanel                                                |
| 41 | Gérard Wertheimer            | 34,5                 | 70  | Francia     | Chanel                                                |
| 43 | Li Ka Shing                  | 33,7                 | 92  | Hong Kong   | CK Hutchison                                          |
| 44 | Qin Yinglin                  | 33,5                 | 55  | Cina        | Muyuan Foodstuff                                      |
| 45 | William Lei Ding             | 33,0                 | 49  | Cina        | Netease                                               |
| 46 | Len Blavatnik                | 32,0                 | 63  | Ucraina     | Access Industries, Warner Music, DAZN, LyondellBasell |
| 47 | Lee Shau Kee                 | 31,7                 | 93  | Hong Kong   | Henderson Land Development                            |
| 48 | Jacqueline Mars              | 31,3                 | 81  | Stati Uniti | Mars                                                  |
| 48 | John Mars                    | 31,3                 | 85  | Stati Uniti | Mars                                                  |
| 50 | Yang Huiyan                  | 29,6                 | 39  | Cina        | Country Garden                                        |
| 51 | Alexey Mordashov             | 29,1                 | 55  | Russia      | Severstal                                             |
| 52 | Robin Zeng                   | 28,4                 | 52  | Hong Kong   | Contemporary Amperex Technology                       |
| 53 | Hui Ka Yan                   | 27,7                 | 62  | Cina        | Evergrande Group                                      |
| 53 | Susanne Klatten              | 27,7                 | 58  | Germania    | BMW                                                   |
| 55 | Vladimir Potanin             | 27,0                 | 60  | Russia      | Norilsk Nickel                                        |
| 56 | Dietrich Mateschitz          | 26,9                 | 76  | Austria     | Red Bull                                              |
| 57 | Pang Kang                    | 26,4                 | 65  | Cina        | Foshan Haitian Flavouring & Food Co                   |
| 58 | Klaus-Michael Kühne          | 26,3                 | 83  | Germania    | Kuehne + Nagel                                        |
| 59 | Vladimir Lisin               | 26,2                 | 64  | Russia      | Novolipetsk Steel                                     |
| 60 | Wang Xing                    | 26,4                 | 42  | Cina        | Meituan                                               |
| 61 | Germán Larrea Mota Velasco   | 25,9                 | 67  | Messico     | Grupo México                                          |
| 62 | Leonardo Del Vecchio         | 25,8                 | 85  | Italia      | Luxottica                                             |
| 62 | Takemitsu Takizaki           | 25,8                 | 75  | Giappone    | Keyence                                               |
| 64 | Leonard Lauder               | 25,5                 | 88  | Stati Uniti | Estée Lauder                                          |
| 65 | Thomas Peterffy              | 25,0                 | 76  | Stati Uniti | Interactive Brokers                                   |
| 66 | Vagit Jusufovič Alekperov    | 24,9                 | 70  | Russia      | LUKoil                                                |
| 66 | Leonid Mikhelson             | 24,9                 | 65  | Russia      | Novatek, Sibur                                        |
| 68 | Jim Simons                   | 24,6                 | 82  | Stati Uniti | Renaissance Technologies                              |
| 69 | Jiang Rensheng               | 24,4                 | 67  | Cina        | Chongqing Zhifei Biological Products                  |
| 70 | Gina Rinehart                | 23,6                 | 67  | Australia   | Hancock Prospecting                                   |
| 71 | Rupert Murdoch               | 23,5                 | 90  | Australia   | News Corp, Fox Corporation                            |
| 71 | Shiv Nadar                   | 23,5                 | 75  | India       | HCL Technologies                                      |

## 2020
A causa della pandemia di Coronavirus che ha impattato anche sulle Borse, il numero di miliardari e la loro ricchezza totale diminuiscono, rispettivamente a 2.095 (241 donne) e 8.000 miliardi.  Gli USA sono sempre in testa con il numero record di 614 miliardari (14 dei primi 20 sono statunitensi), segue la Cina (includendo Hong Kong e Macao) con 456. Jeff Bezos si conferma al vertice, nonostante abbia dato alla ex moglie 36 miliardi di dollari di azioni Amazon.
Legenda
  :  aumentato rispetto al 2019
  :  diminuito rispetto al 2019
  :  nessuna variazione rispetto al 2019
| #  | Nome                         | Patrimonio (mld US$) | Età | Nazione     | Azienda                                               |
| -- | ---------------------------- | -------------------- | --- | ----------- | ----------------------------------------------------- |
| 1  | Jeff Bezos                   | 113,0                | 56  | Stati Uniti | Amazon                                                |
| 2  | Bill Gates                   | 98,0                 | 64  | Stati Uniti | Microsoft                                             |
| 3  | Bernard Arnault              | 76,0                 | 71  | Francia     | Louis Vuitton                                         |
| 4  | Warren Buffett               | 67,5                 | 89  | Stati Uniti | Berkshire Hathaway                                    |
| 5  | Larry Ellison                | 59,0                 | 75  | Stati Uniti | Oracle Corporation                                    |
| 6  | Amancio Ortega               | 55,1                 | 84  | Spagna      | Inditex, Zara                                         |
| 7  | Mark Zuckerberg              | 54,7                 | 35  | Stati Uniti | Facebook                                              |
| 8  | Jim Walton                   | 54,6                 | 71  | Stati Uniti | Walmart                                               |
| 9  | Alice Walton                 | 54,4                 | 70  | Stati Uniti | Walmart                                               |
| 10 | Samuel Robson "Rob" Walton   | 54,1                 | 77  | Stati Uniti | Walmart                                               |
| 11 | Steve Ballmer                | 52,7                 | 64  | Stati Uniti | Microsoft                                             |
| 12 | Carlos Slim Helú             | 52,1                 | 80  | Messico     | Telmex, América Móvil                                 |
| 13 | Larry Page                   | 50,9                 | 47  | Stati Uniti | Google                                                |
| 14 | Sergey Brin                  | 49,1                 | 46  | Stati Uniti | Google                                                |
| 15 | Françoise Bettencourt-Meyers | 48,9                 | 66  | Francia     | L'Oreal                                               |
| 16 | Michael Bloomberg            | 48,0                 | 78  | Stati Uniti | Bloomberg                                             |
| 17 | Jack Ma                      | 38,8                 | 55  | Cina        | Alibaba Group                                         |
| 18 | Charles Koch                 | 38,2                 | 84  | Stati Uniti | Koch Industries                                       |
| 18 | Julia Koch                   | 38,2                 | 57  | Stati Uniti | Koch Industries                                       |
| 20 | Ma Huateng                   | 38,1                 | 48  | Cina        | Tencent Holdings                                      |
| 21 | Mukesh Ambani                | 36,8                 | 62  | India       | Reliance Industries                                   |
| 22 | Mackenzie Bezos              | 36,0                 | 50  | Stati Uniti | Amazon                                                |
| 23 | Karl Albrecht jr             | 33,3                 | 72  | Germania    | ALDI                                                  |
| 24 | David Thomson                | 31,6                 | 62  | Canada      | Thomson Reuters                                       |
| 25 | Phil Knight                  | 29,5                 | 82  | Stati Uniti | Nike                                                  |
| 26 | Lee Shau Kee                 | 28,1                 | 92  | Hong Kong   | Henderson Land Development                            |
| 27 | François Pinault             | 27,0                 | 83  | Francia     | Kering                                                |
| 28 | Sheldon Adelson              | 26,8                 | 86  | Stati Uniti | Las Vegas Sands                                       |
| 29 | Jacqueline Mars              | 24,7                 | 80  | Stati Uniti | Mars                                                  |
| 29 | John Mars                    | 24,7                 | 84  | Stati Uniti | Mars                                                  |
| 31 | Elon Musk                    | 24,6                 | 48  | Stati Uniti | Tesla, SpaceX                                         |
| 32 | Giovanni Ferrero             | 24,5                 | 55  | Italia      | Ferrero                                               |
| 33 | Michael Dell                 | 22,9                 | 55  | Stati Uniti | Dell                                                  |
| 34 | Hui Ka Yan                   | 21,8                 | 61  | Cina        | Evergrande Group                                      |
| 35 | Li Ka Shing                  | 21,7                 | 91  | Hong Kong   | CK Hutchison                                          |
| 36 | He Xiangjian                 | 21,6                 | 77  | Cina        | Midea Group                                           |
| 36 | Jim Simons                   | 21,6                 | 81  | Stati Uniti | Renaissance Technologies                              |
| 38 | Yang Huiyan                  | 20,3                 | 38  | Cina        | Country Garden                                        |
| 39 | Joseph Safra                 | 19,9                 | 81  | Brasile     | Banco Safra                                           |
| 40 | Dieter Schwarz               | 19,8                 | 80  | Germania    | Lidl, Kaufland                                        |
| 41 | Vladimir Potanin             | 19,7                 | 59  | Russia      | Norilsk Nickel                                        |
| 41 | Tadashi Yanai                | 19,7                 | 71  | Giappone    | Uniqlo                                                |
| 43 | Qin Yinglin                  | 18,5                 | 54  | Cina        | Muyuan Foodstuff                                      |
| 44 | Lukas Walton                 | 18,4                 | 33  | Stati Uniti | Walmart                                               |
| 45 | Vladimir Lisin               | 18,1                 | 63  | Russia      | Novolipetsk Steel                                     |
| 46 | Ray Dalio                    | 18,0                 | 70  | Stati Uniti | Bridgewater Associates                                |
| 47 | Takemitsu Takizaki           | 17,4                 | 74  | Giappone    | Keyence                                               |
| 48 | Leonid Mikhelson             | 17,1                 | 64  | Russia      | Novatek, Sibur                                        |
| 48 | Alain Wertheimer             | 17,1                 | 71  | Francia     | Chanel                                                |
| 48 | Gérard Wertheimer            | 17,1                 | 69  | Francia     | Chanel                                                |
| 51 | Theo Albrecht jr             | 17,0                 | 69  | Germania    | ALDI                                                  |
| 51 | Len Blavatnik                | 17,0                 | 62  | Ucraina     | Access Industries, Warner Music, DAZN, LyondellBasell |
| 51 | William Lei Ding             | 17,0                 | 48  | Cina        | Netease                                               |

## 2019
Per la seconda volta in un decennio (l'altra volta fu nel 2009), il numero di miliardari e la loro ricchezza totale diminuiscono, rispettivamente a 2.153 e 8.700 miliardi. Particolarmente colpita l'Asia, con la Cina che ha 49 miliardari in meno (dei 55 "persi" in un anno a livello globale). In controtendenza Brasile e soprattutto USA, che raggiungono il record di 607 miliardari: 14 dei primi 20 sono statunitensi. Jeff Bezos si conferma al vertice, con la cifra record di 131 miliardi di dollari.
Legenda
  :  aumentato rispetto al 2018

  :  diminuito rispetto al 2018

  :  nessuna variazione rispetto al 2018
| #  | Nome                         | Patrimonio (mld US$) | Età | Nazione     | Azienda               |
| -- | ---------------------------- | -------------------- | --- | ----------- | --------------------- |
| 1  | Jeff Bezos                   | 131,0                | 55  | Stati Uniti | Amazon                |
| 2  | Bill Gates                   | 96,5                 | 63  | Stati Uniti | Microsoft             |
| 3  | Warren Buffett               | 82,5                 | 88  | Stati Uniti | Berkshire Hathaway    |
| 4  | Bernard Arnault              | 76,0                 | 70  | Francia     | Louis Vuitton         |
| 5  | Carlos Slim Helú             | 64,0                 | 79  | Messico     | Telmex, América Móvil |
| 6  | Amancio Ortega               | 62,7                 | 82  | Spagna      | Inditex, Zara         |
| 7  | Larry Ellison                | 62,5                 | 74  | Stati Uniti | Oracle Corporation    |
| 8  | Mark Zuckerberg              | 62,3                 | 34  | Stati Uniti | Facebook              |
| 9  | Michael Bloomberg            | 55,5                 | 77  | Stati Uniti | Bloomberg             |
| 10 | Larry Page                   | 50,8                 | 45  | Stati Uniti | Alphabet              |
| 11 | Charles Koch                 | 50,5                 | 83  | Stati Uniti | Koch Industries       |
| 11 | David Koch                   | 50,5                 | 78  | Stati Uniti | Koch Industries       |
| 13 | Mukesh Ambani                | 50,0                 | 62  | India       | Reliance Industries   |
| 14 | Sergey Brin                  | 49,8                 | 45  | Stati Uniti | Alphabet              |
| 15 | Françoise Bettencourt Meyers | 49,3                 | 65  | Francia     | L'Oreal               |
| 16 | Jim Walton                   | 44,6                 | 70  | Stati Uniti | Walmart               |
| 17 | Alice Walton                 | 44,4                 | 69  | Stati Uniti | Walmart               |
| 18 | Samuel Robson "Rob" Walton   | 44,3                 | 74  | Stati Uniti | Walmart               |
| 19 | Steve Ballmer                | 41,2                 | 62  | Stati Uniti | Microsoft             |
| 20 | Ma Huateng                   | 38,8                 | 47  | Cina        | Tencent Holdings      |

## 2018
La ricchezza aggregata delle 20 persone più ricche sulla Terra ammonta a circa 13% di tutte le fortune dei miliardari combinate. Ci sono un record di 2.208 miliardari con una ricchezza totale di 9.100 miliardi (un aumento annuo del 18%, anche questo un record). La ricchezza media in questa lista è di 4,1 miliardi. Anche le 256 donne presenti sono un record. Per la prima volta Jeff Bezos raggiunge il top, grazie al prezzo delle azioni di Amazon, che hanno causato il più grande guadagno annuo (35 miliardi di dollari) di una persona da quando Forbes ha iniziato a rilevare nel 1987; è il primo di sempre ad aver superato i 100 miliardi di patrimonio. Ha preso il posto di Bill Gates, che è stato in cima alla classifica per 18 degli ultimi 24 anni. Record di miliardari per gli USA, 585, mentre la Cina (includendo Hong Kong, Macao e Taiwan) arriva a 476.
Legenda
  :  aumentato rispetto al 2017

  :  diminuito rispetto al 2017

  :  nessuna variazione rispetto al 2017
| #  | Nome             | Patrimonio (mld US$) | Età | Nazione     | Azienda               |
| -- | ---------------- | -------------------- | --- | ----------- | --------------------- |
| 1  | Jeff Bezos       | 112,0                | 54  | Stati Uniti | Amazon                |
| 2  | Bill Gates       | 90,0                 | 62  | Stati Uniti | Microsoft             |
| 3  | Warren Buffett   | 84,0                 | 87  | Stati Uniti | Berkshire Hathaway    |
| 4  | Bernard Arnault  | 72,0                 | 69  | Francia     | Louis Vuitton         |
| 5  | Mark Zuckerberg  | 71,0                 | 33  | Stati Uniti | Facebook              |
| 6  | Amancio Ortega   | 70,0                 | 81  | Spagna      | Inditex, Zara         |
| 7  | Carlos Slim Helú | 67,1                 | 78  | Messico     | Telmex, América Móvil |
| 8  | Charles Koch     | 60,0                 | 82  | Stati Uniti | Koch Industries       |
| 8  | David Koch       | 60,0                 | 77  | Stati Uniti | Koch Industries       |
| 10 | Larry Ellison    | 58,5                 | 73  | Stati Uniti | Oracle Corporation    |

## 2017
Nel 30º anniversario della lista di Forbes Bill Gates resta al top per il 4º anno consecutivo. Record di miliardari: 2.043, di cui 195 debuttanti (76 dalla Cina e 25 dagli USA). Ci sono 56 sotto i 40 anni e un record di 227 donne. Il numero di miliardari è cresciuto del 13% in un anno; questa è la variazione più grande in 30 anni di rilevazioni. Aumenta anche il totale dei patrimoni, a 7.670 miliardi. Per la prima volta dopo 12 anni Carlos Slim non è nella top five. Come al solito al comando della classifica per nazioni ci sono gli USA con un record di 565 miliardari. La Cina (non includendo Hong Kong e Macao) ne ha 319, la Germania 114 e l'India 101.
Legenda
  :  aumentato rispetto al 2016

  :  diminuito rispetto al 2016

  :  nessuna variazione rispetto al 2016
| #  | Nome              | Patrimonio (mld US$) | Età | Nazione     | Azienda               |
| -- | ----------------- | -------------------- | --- | ----------- | --------------------- |
| 1  | Bill Gates        | 86,0                 | 61  | Stati Uniti | Microsoft             |
| 2  | Warren Buffett    | 75,6                 | 86  | Stati Uniti | Berkshire Hathaway    |
| 3  | Jeff Bezos        | 72,8                 | 53  | Stati Uniti | Amazon                |
| 4  | Amancio Ortega    | 71,3                 | 80  | Spagna      | Inditex, Zara         |
| 5  | Mark Zuckerberg   | 56,0                 | 32  | Stati Uniti | Facebook              |
| 6  | Carlos Slim Helú  | 54,5                 | 77  | Messico     | Telmex, América Móvil |
| 7  | Larry Ellison     | 52,2                 | 72  | Stati Uniti | Oracle Corporation    |
| 8  | Charles Koch      | 48,3                 | 81  | Stati Uniti | Koch Industries       |
| 8  | David Koch        | 48,3                 | 76  | Stati Uniti | Koch Industries       |
| 10 | Michael Bloomberg | 47,5                 | 75  | Stati Uniti | Bloomberg             |

## 2016
Jeff Bezos di Amazon, Mark Zuckerberg di Facebook e Michael Bloomberg di Bloomberg appaiono per la prima volta nella top 10. Zuckerberg è il più giovane di sempre nella top 10, a 31 anni.
Legenda
  :  aumentato rispetto al 2015

  :  diminuito rispetto al 2015

  :  nessuna variazione rispetto al 2015
| # | Nome              | Patrimonio (mld US$) | Età | Nazione     | Azienda               |
| - | ----------------- | -------------------- | --- | ----------- | --------------------- |
| 1 | Bill Gates        | 75                   | 60  | Stati Uniti | Microsoft             |
| 2 | Amancio Ortega    | 67                   | 79  | Spagna      | Zara                  |
| 3 | Warren Buffett    | 60,8                 | 85  | Stati Uniti | Berkshire Hathaway    |
| 4 | Carlos Slim Helú  | 50                   | 76  | Messico     | Telmex, América Móvil |
| 5 | Jeff Bezos        | 45,2                 | 52  | Stati Uniti | Amazon                |
| 6 | Mark Zuckerberg   | 44,6                 | 31  | Stati Uniti | Facebook              |
| 7 | Larry Ellison     | 43,6                 | 71  | Stati Uniti | Oracle Corporation    |
| 8 | Michael Bloomberg | 40                   | 74  | Stati Uniti | Bloomberg             |
| 9 | Charles Koch      | 39,6                 | 80  | Stati Uniti | Koch Industries       |
| 9 | David Koch        | 39,6                 | 75  | Stati Uniti | Koch Industries       |

## 2015
Ci sono nella lista un record di 1.826 miliardari con un patrimonio aggregato di 7.100 miliardi comparato ai 6.400 dell'anno precedente. 46 sono sotto i 40 anni. Record di debuttanti, 290, 25% dei quali dalla Cina, che produce addirittura 71 nuovi arrivati. 57 dagli USA, 28 dall'India, e 23 dalla Germania. In totale gli USA hanno 526 miliardari e sono seguiti da Cina, Germania, India e Russia (che è in calo).
I self-made sono 1.191 (oltre 65%), mentre 230 (sotto 13%) sono ereditieri. Con un mix ce ne sono 405 (22%).
Christy Walton, al posto 8 è la donna più in alto. Evan Spiegel, cofondatore di Snapchat diventa il miliardario più giovane a 24 anni. Il più vecchio invece rimane David Rockefeller con 99 anni. Per la prima volta il Guatemala ha un miliardario: Mario Lopez Estrada.
Legenda

  :  aumentato rispetto al 2014

  :  diminuito rispetto al 2014

  :  nessuna variazione rispetto al 2014
| #  | Nome                           | Patrimonio (mld US$) | Età | Nazione     | Azienda               |
| -- | ------------------------------ | -------------------- | --- | ----------- | --------------------- |
| 1  | Bill Gates                     | 79,2                 | 59  | Stati Uniti | Microsoft             |
| 2  | Carlos Slim Helú & famiglia    | 77,1                 | 75  | Messico     | Telmex, América Móvil |
| 3  | Warren Buffett                 | 72,7                 | 84  | Stati Uniti | Berkshire Hathaway    |
| 4  | Amancio Ortega                 | 64,5                 | 78  | Spagna      | Zara                  |
| 5  | Larry Ellison                  | 54,3                 | 70  | Stati Uniti | Oracle Corporation    |
| 6  | Charles Koch                   | 42,9                 | 79  | Stati Uniti | Koch Industries       |
| 6  | David Koch                     | 42,9                 | 74  | Stati Uniti | Koch Industries       |
| 8  | Christy Walton & famiglia      | 41,7                 | 66  | Stati Uniti | Walmart               |
| 9  | Jim Walton                     | 40,6                 | 66  | Stati Uniti | Walmart               |
| 10 | Liliane Bettencourt & famiglia | 40,1                 | 92  | Francia     | L'Oréal               |

## 2014
Bill Gates riconquista la vetta dopo 4 anni in cui il primo era stato Carlos Slim. Warren Buffett è nella top five per il 20º anno consecutivo. Christy Walton, 9°, è la donna più in alto. Aliko Dangote dalla Nigeria diventa il primo africano mai entrato nella top 25, con un patrimonio stimato di 25 miliardi.
Ci sono un totale di 1.645 persone, con una ricchezza combinata di 6.400 miliardi. Record di nuovi arrivati: 268; e di donne: 172. Circa il 66% della lista sono self-made, 13% ereditieri e 21% un mix delle due cose.
Gli USA guidano ancora la classifica per nazioni con 492 miliardari. A 152 la Cina e 111 la Russia. Nuovi arrivati sono Algeria, Lituania, Tanzania e Uganda. La Turchia è quella che ha perso più persone dalla lista, 19, per un periodo di alta inflazione nel paese.
Legenda

  :  aumentato rispetto al 2013

  :  diminuito rispetto al 2013

  :  nessuna variazione rispetto al 2013
| #  | Nome                        | Patrimonio (mld US$) | Età | Nazione     | Azienda               |
| -- | --------------------------- | -------------------- | --- | ----------- | --------------------- |
| 1  | Bill Gates                  | 76                   | 58  | Stati Uniti | Microsoft             |
| 2  | Carlos Slim Helú & famiglia | 72                   | 74  | Messico     | Telmex, América Móvil |
| 3  | Amancio Ortega              | 64                   | 77  | Spagna      | Zara                  |
| 4  | Warren Buffett              | 58,2                 | 83  | Stati Uniti | Berkshire Hathaway    |
| 5  | Larry Ellison               | 48                   | 70  | Stati Uniti | Oracle Corporation    |
| 6  | Charles Koch                | 40                   | 78  | Stati Uniti | Koch Industries       |
| 6  | David Koch                  | 40                   | 73  | Stati Uniti | Koch Industries       |
| 8  | Sheldon Adelson             | 38                   | 80  | Stati Uniti | Las Vegas Sands       |
| 9  | Christy Walton & famiglia   | 36,7                 | 59  | Stati Uniti | Walmart               |
| 10 | Jim Walton                  | 34,7                 | 65  | Stati Uniti | Walmart               |

## 2013
Warren Buffett non è riuscito a salire sul podio per la prima volta dal 2000. Il fondatore di Diesel Renzo Rosso è tra i migliori debuttanti, con 3 miliardi stimati di patrimonio. Un totale di 1.426 persone sono entrate nella lista, rappresentando 5.400 miliardi di asset. Di questi 442 dagli USA, 386 da Asia-Pacifico e 366 dall'Europa. Ci sono 138 donne, delle quali 50 dagli USA.
961 miliardari (67%) sono interamente self-made, 184 (13%) hanno ereditato la loro ricchezza, e 281 (20%) hanno avuto un mix di eredità ed acume negli affari. Phạm Nhật Vượng è la prima persona dal Vietnam ad entrare in questa lista.
Legenda

  :  aumentato rispetto al 2012

  :  diminuito rispetto al 2012

  :  nessuna variazione rispetto al 2012
| #  | Nome                | Patrimonio (mld US$) | Età | Nazione     | Azienda               |
| -- | ------------------- | -------------------- | --- | ----------- | --------------------- |
| 1  | Carlos Slim Helú    | 73                   | 73  | Messico     | Telmex, América Móvil |
| 2  | Bill Gates          | 67                   | 57  | Stati Uniti | Microsoft             |
| 3  | Amancio Ortega      | 57                   | 76  | Spagna      | Zara                  |
| 4  | Warren Buffett      | 53,5                 | 82  | Stati Uniti | Berkshire Hathaway    |
| 5  | Larry Ellison       | 43                   | 68  | Stati Uniti | Oracle Corporation    |
| 6  | Charles Koch        | 34                   | 77  | Stati Uniti | Koch Industries       |
| 6  | David Koch          | 34                   | 72  | Stati Uniti | Koch Industries       |
| 8  | Li Ka Shing         | 31                   | 84  | Hong Kong   | Cheung Kong Holdings  |
| 9  | Liliane Bettencourt | 30                   | 90  | Francia     | L'Oréal               |
| 10 | Bernard Arnault     | 29                   | 63  | Francia     | Louis Vuitton         |

## 2012
Il francese Bernard Arnault è l'europeo più in alto nella lista (4°). Debuttando in classifica a 27 anni, la fondatrice di Spanx Sara Blakely diventa la miliardaria self-made donna più giovane di sempre. Il colombiano Alejandro Santo Domingo è colui che ha debuttato più in alto in classifica, avendo ereditato una partecipazione 9,5 miliardi in Santo Domingo Group da suo padre. L'indiano Lakshmi Mittal è stato il più grande perdente: la sua fortuna è scesa a 20,7 miliardi per il crollo del prezzo del produttore di acciaio ArcelorMittal; dunque non è riuscito ad entrare nella top 10 per la prima volta dal 2004 e ha ceduto il posto di asiatico più ricco a Li Ka-shing di Hong Kong.
Ci sono un record di 1.226 persone nella lista, rappresentando 58 paesi, tra cui per la prima volta Georgia, Marocco e Perù.  Di questi, 126 sono nuovi arrivati e 104 donne. 435 degli USA, Russia 96 e Cina 95.
Legenda

  :  aumentato rispetto al 2011

  :  diminuito rispetto al 2011

  :  nessuna variazione rispetto al 2011
| #  | Nome             | Patrimonio (mld US$) | Età | Nazione     | Azienda               |
| -- | ---------------- | -------------------- | --- | ----------- | --------------------- |
| 1  | Carlos Slim Helú | 69,0                 | 72  | Messico     | Telmex, América Móvil |
| 2  | Bill Gates       | 61                   | 56  | Stati Uniti | Microsoft             |
| 3  | Warren Buffett   | 44                   | 81  | Stati Uniti | Berkshire Hathaway    |
| 4  | Bernard Arnault  | 41,0                 | 63  | Francia     | Louis Vuitton         |
| 5  | Amancio Ortega   | 37,5                 | 75  | Spagna      | Zara                  |
| 6  | Lawrence Ellison | 36                   | 67  | Stati Uniti | Oracle Corporation    |
| 7  | Eike Batista     | 30                   | 55  | Brasile     | EBX Group             |
| 8  | Stefan Persson   | 26                   | 64  | Svezia      | H&M                   |
| 9  | Li Ka-shing      | 25,5                 | 83  | Hong Kong   | Cheung Kong Holdings  |
| 10 | Karl Albrecht    | 25,4                 | 92  | Germania    | ALDI                  |

## 2011
I primi 10 nella lista hanno 406 miliardi, 342 in più del 2010. Secondo il direttore editoriale di Forbes Kerry Dolan "i miliardari di media e tecnologia hanno beneficiato di una borsa più forte e di un crescente entusiasmo per tutto ciò che è social". Chi ha guadagnato di più in percentuale è stato il nigeriano Aliko Dangote col 557%. Mark Zuckerberg guida il plotone di 7 miliardari legati a Facebook, tra cui il cofondatore Dustin Moskovitz, che con 26 anni è il più giovane nell'elenco.
Ci sono un record di 1.210 miliardari, che rappresentano una ricchezza combinata di 4.500 miliardi, in crescita dai 3.600 dell'anno precedente. Un terzo dei miliardari mondiali, 413, viene dagli USA, 115 dalla Cina e 101 dalla Russia. L'Asia è arrivata a 332, sorpassando l'Europa per la prima volta dagli anni 90. Ci sono 214 nuovi arrivati e il patrimonio medio è aumentato a 3,7 miliardi.
Legenda

  :  aumentato rispetto al 2010

  :  diminuito rispetto al 2010

  :  nessuna variazione rispetto al 2010
| #  | Nome             | Patrimonio (mld US$) | Età | Nazione     | Azienda               |
| -- | ---------------- | -------------------- | --- | ----------- | --------------------- |
| 1  | Carlos Slim Helú | 74,0                 | 71  | Messico     | Telmex, América Móvil |
| 2  | Bill Gates       | 56,0                 | 55  | Stati Uniti | Microsoft             |
| 3  | Warren Buffett   | 50,0                 | 81  | Stati Uniti | Berkshire Hathaway    |
| 4  | Bernard Arnault  | 41,0                 | 62  | Francia     | Louis Vuitton         |
| 5  | Larry Ellison    | 39,5                 | 66  | Stati Uniti | Oracle Corporation    |
| 6  | Lakshmi Mittal   | 31,1                 | 60  | India       | ArcelorMittal         |
| 7  | Amancio Ortega   | 31,0                 | 74  | Spagna      | Zara                  |
| 8  | Eike Batista     | 30,0                 | 53  | Brasile     | EBX Group             |
| 9  | Mukesh Ambani    | 27,0                 | 54  | India       | Reliance Industries   |
| 10 | Christy Walton   | 26,5                 | 62  | Stati Uniti | Walmart               |

## 2010
Slim supera di poco Gates raggiungendo per la prima volta la vetta della classifica. Christy Walton è la donna più ricca al mondo, al 12º posto con la sua fortuna ereditata. Isaac Perlmutter è tra i nuovi arrivati nella lista, con un patrimonio stimato di 4 miliardi, acquisito dalla sua vendita della Marvel Entertainment alla Disney.
Nella lista ci sono un totale di 1.011 persone da 55 paesi: 403 miliardari USA, seguiti da 89 cinesi e 62 russi. Questa è la prima volta in cui la Cina è seconda. Per la prima volta entrano nella lista miliardari da Finlandia e Pakistan. Oltre 100 nuovi miliardari provengono dall'Asia. Ci sono 89 donne, ma solo 14 di loro sono self-made. Il totale dei patrimoni è di 3.600 miliardi di dollari, in crescita del 50% rispetto ai 2.400 dell'anno precedente; il patrimonio medio è di 3,5 miliardi.
Nel giugno 2010, Gates and Buffett annunciano il Giving Pledge che è una promessa di devolvere la maggioranza della propria ricchezza per attività filantropiche.
Legenda

  :  aumentato rispetto al 2009

  :  diminuito rispetto al 2009

  :  nessuna variazione rispetto al 2009
| #  | Nome             | Patrimonio (mld US$) | Età | Nazione     | Azienda                            |
| -- | ---------------- | -------------------- | --- | ----------- | ---------------------------------- |
| 1  | Carlos Slim Helú | 53,5                 | 70  | Messico     | Telmex, América Móvil              |
| 2  | Bill Gates       | 53,0                 | 54  | Stati Uniti | Microsoft                          |
| 3  | Warren Buffett   | 47,0                 | 80  | Stati Uniti | Berkshire Hathaway                 |
| 4  | Mukesh Ambani    | 29,0                 | 52  | India       | Reliance Industries                |
| 5  | Lakshmi Mittal   | 28,7                 | 59  | India       | ArcelorMittal                      |
| 6  | Lawrence Ellison | 28,0                 | 65  | Stati Uniti | Oracle Corporation                 |
| 7  | Bernard Arnault  | 27,5                 | 61  | Francia     | LVMH Moët Hennessy • Louis Vuitton |
| 8  | Eike Batista     | 27,0                 | 52  | Brasile     | EBX Group                          |
| 9  | Amancio Ortega   | 25,0                 | 74  | Spagna      | Zara                               |
| 10 | Karl Albrecht    | 23,5                 | 90  | Germania    | Aldi Süd                           |

## 2009
A seguito della crisi finanziaria, i miliardari del mondo perdono 2.000 miliardi di dollari e la lista diventa il 30% più corta di quella dell'anno precedente.
Legenda

  :  aumentato rispetto al 2008

  :  diminuito rispetto al 2008

  :  nessuna variazione rispetto al 2008
| Posizione | Nome                                     | Patrimonio (mld US$) | Età          | Nazione                 | Azienda                                         | Ref.          |
| --------- | ---------------------------------------- | -------------------- | ------------ | ----------------------- | ----------------------------------------------- | ------------- |
| 1         | Bill Gates                               | 40,0                 | 53           | Stati Uniti             | Microsoft                                       | [ 8 ]         |
| 2         | Warren Buffett                           | 37,0                 | 78           | Stati Uniti             | Berkshire Hathaway                              | [ 8 ]         |
| 3         | Carlos Slim Helú                         | 35,0                 | 69           | Messico                 | Telmex, América Móvil                           | [ 8 ]         |
| 4         | Lawrence Ellison                         | 22,5                 | 64           | Stati Uniti             | Oracle Corporation                              | [ 8 ]         |
| 5         | Ingvar Kamprad e famiglia                | 22,0                 | 83           | Svezia                  | IKEA                                            | [ 9 ]         |
| 6         | Karl Albrecht                            | 21,5                 | 89           | Germania                | Aldi Süd                                        | [ 9 ]         |
| 7         | Mukesh Ambani                            | 19,5                 | 51           | India                   | Reliance Industries                             | [ 9 ]         |
| 8         | Lakshmi Mittal                           | 19,3                 | 58           | India                   | ArcelorMittal                                   | [ 9 ]         |
| 9         | Theo Albrecht                            | 18,8                 | 87           | Germania                | Aldi Nord, Trader Joe's                         | [ 10 ]        |
| 10        | Amancio Ortega                           | 18,3                 | 73           | Spagna                  | Inditex                                         | [ 11 ]        |
| 11        | Jim Walton                               | 17,8                 | 61           | Stati Uniti             | Walmart                                         | [ 12 ]        |
| 12        | Alice Walton                             | 17,6                 | 59           | Stati Uniti             | Walmart                                         | [ 12 ]        |
| 12        | Christy Walton                           | 17,6                 | 54           | Stati Uniti             | Walmart                                         | [ 12 ]        |
| 12        | Samuel Robson Walton                     | 17,6                 | 65           | Stati Uniti             | Walmart                                         | [ 12 ]        |
| 15        | Bernard Arnault                          | 16,5                 | 60           | Francia                 | LVMH Moët Hennessy • Louis Vuitton              | [ 13 ]        |
| 16        | Li Ka-shing                              | 16,2                 | 80           | Hong Kong               | Cheung Kong Holdings, Hutchison Whampoa         | [ 14 ]        |
| 17        | Michael Bloomberg                        | 16,0                 | 67           | Stati Uniti             | Bloomberg (azienda)                             | [ 11 ]        |
| 18        | Stefan Persson                           | 14,5                 | 61           | Svezia                  | Hennes & Mauritz                                |               |
| 19        | Charles Koch                             | 14,0                 | 73           | Stati Uniti             | Koch Industries                                 | [ 15 ]        |
| 19        | David Koch                               | 14,0                 | 68           | Stati Uniti             | Koch Industries                                 | [ 15 ]        |
| 21        | Liliane Bettencourt                      | 13,4                 | 86           | Francia                 | L'Oréal                                         | [ 8 ]         |
| 22        | Prince Alwaleed Bin Talal Alsaud         | 13,3                 | 54           | Arabia Saudita Libano   | Kingdom Holding Company, Citigroup              | [ 16 ]        |
| 23        | Michael Otto e famiglia                  | 13,2                 | 65           | Germania                | Otto GmbH                                       |               |
| 24        | David Thomson e famiglia                 | 13,0                 | 51           | Canada                  | The Thomson Corporation                         | [ 17 ]        |
| 25        | Michael Dell                             | 12,3                 | 44           | Stati Uniti             | Dell                                            |               |
| 26        | Donald Bren                              | 12,0                 | 76           | Stati Uniti             | Irvine Company                                  |               |
| 26        | Sergey Brin                              | 12,0                 | 35           | Stati Uniti             | Google                                          | [ 8 ]         |
| 26        | Larry Page                               | 12,0                 | 36           | Stati Uniti             | Google                                          | [ 8 ]         |
| 29        | Steven Ballmer                           | 11,0                 | 53           | Stati Uniti             | Microsoft                                       | [ 18 ]        |
| 29        | The Duke of Westminster e famiglia       | 11,0                 | 57           | Regno Unito             | Grosvenor Group                                 | [ 19 ]        |
| 29        | George Soros                             | 11,0                 | 78           | Stati Uniti             | Soros Fund Management                           |               |
| 32        | Paul Allen                               | 10,5                 | 56           | Stati Uniti             | Microsoft                                       | [ 16 ]        |
| 32        | Raymond Kwok, Thomas Kwok, e Walter Kwok | 10,5                 | 57, 58, e 59 | Hong Kong               | Sun Hung Kai                                    |               |
| 34        | Anil Ambani                              | 10,1                 | 49           | India                   | Anil Dhirubhai Ambani Group                     | [ 9 ]         |
| 35        | Abigail Johnson                          | 10,0                 | 47           | Stati Uniti             | Fidelity Investments                            |               |
| 35        | Susanne Klatten                          | 10,0                 | 46           | Germania                | BMW                                             |               |
| 35        | Ronald Perelman                          | 10,0                 | 66           | Stati Uniti             | Revlon                                          |               |
| 35        | Hans Rausing                             | 10,0                 | 83           | Svezia                  | Tetra Laval                                     | [ 19 ]        |
| 39        | Birgit Rausing e famiglia                | 9,9                  | 85           | Svezia                  | Tetra Laval                                     |               |
| 40        | Michele Ferrero e famiglia               | 9,5                  | 82           | Italia                  | Ferrero                                         |               |
| 40        | Mikhail Prokhorov                        | 9,5                  | 43           | Russia                  | Interros                                        | [ 20 ]        |
| 40        | Jack C. Taylor e famiglia                | 9,5                  | 86           | Stati Uniti             | Enterprise Rent-A-Car                           |               |
| 43        | Mohammed Al Amoudi                       | 9,0                  | 63           | Etiopia/ Arabia Saudita | Corral Petroleum Holdings                       |               |
| 43        | Anne Cox Chambers                        | 9,0                  | 89           | Stati Uniti             | Cox Enterprises                                 |               |
| 43        | Carl Icahn                               | 9,0                  | 73           | Stati Uniti             | American Car and Foundry Company                | [ 21 ]        |
| 43        | George Kaiser                            | 9,0                  | 66           | Stati Uniti             | BOK Financial Corporation                       |               |
| 43        | Lee Shau Kee                             | 9,0                  | 81           | Hong Kong               | Henderson Land Development                      |               |
| 43        | Forrest Edward Mars, Jr.                 | 9,0                  | 77           | Stati Uniti             | Mars, Incorporated                              | [ 21 ]        |
| 43        | Jacqueline Mars                          | 9,0                  | 69           | Stati Uniti             | Mars, Incorporated                              | [ 21 ]        |
| 43        | John Mars                                | 9,0                  | 72           | Stati Uniti             | Mars, Incorporated                              | [ 21 ]        |
| 51        | Roman Abramovich                         | 8,5                  | 42           | Russia                  | Millhouse Capital                               | [ 22 ]        |
| 52        | Ernesto Bertarelli                       | 8,2                  | 43           | Italia/ Svizzera        | Serono                                          |               |
| 52        | Phil Knight                              | 8,2                  | 71           | Stati Uniti             | Nike                                            |               |
| 54        | Nasser Al-Kharafi e famiglia             | 8,1                  | 65           | Kuwait                  | M. A. Kharafi & Sons                            |               |
| 55        | James Simons                             | 8,0                  | 70           | Stati Uniti             | Renaissance Technologies                        |               |
| 55        | Alain Wertheimer e Gerard Wertheimer     | 8,0                  | 60 e 59      | Francia                 | Chanel                                          |               |
| 57        | Abdul Aziz Al Ghurair e famiglia         | 7,8                  | 55           | Emirati Arabi Uniti     | Mashreq Bank                                    |               |
| 57        | Vahid Alakbarov                          | 7,8                  | 58           | Russia                  | LUKoil                                          |               |
| 59        | Sunil Mittal e famiglia                  | 7,7                  | 51           | India                   | Bharti Airtel                                   |               |
| 60        | François Pinault e famiglia              | 7,6                  | 72           | Francia                 | PPR                                             |               |
| 61        | Eike Batista                             | 7,5                  | 51           | Brasile                 | EBX Group                                       |               |
| 62        | Mohamed Bin Issa Al Jaber                | 7,0                  | 50           | Arabia Saudita          |                                                 |               |
| 62        | Maan Al-Sanea                            | 7,0                  | 54           | Arabia Saudita          | Saad Group                                      |               |
| 62        | Edward Johnson, III                      | 7,0                  | 78           | Stati Uniti             | Fidelity Investments                            |               |
| 62        | Ananda Krishnan                          | 7,0                  | 70           | Malaysia                | Maxis, Astro                                    |               |
| 62        | Robert Kuok                              | 7,0                  | 85           | Malaysia                | Perlis Plantations Bhd                          |               |
| 62        | Joseph Safra                             | 7,0                  | 70           | Brasile                 | Safra Group                                     |               |
| 68        | Jeffrey Bezos                            | 6,8                  | 45           | Stati Uniti             | Amazon.com                                      |               |
| 69        | August von Finck, Jr.                    | 6,7                  | 79           | Germania                | Allianz                                         |               |
| 70        | Silvio Berlusconi e famiglia             | 6,5                  | 73           | Italia                  | Fininvest                                       |               |
| 71        | Leonardo Del Vecchio                     | 6,3                  | 73           | Italia                  | Luxottica                                       |               |
| 71        | Curt Engelhorn                           | 6,3                  | 82           | Germania                | Roche                                           |               |
| 71        | Mikhail Fridman                          | 6,3                  | 44           | Russia                  | Alfa Group                                      |               |
| 74        | Sulaiman Al Rajhi                        | 6,2                  | 89           | Arabia Saudita          | Al-Rajhi Bank                                   |               |
| 75        | James Goodnight                          | 6,1                  | 66           | Stati Uniti             | SS Institute                                    |               |
| 76        | Andronico Luksic e famiglia              | 6,0                  |              | Cile                    | Antofagasta PLC, Quiñenco                       |               |
| 76        | Petr Kellner                             | 6,0                  | 44           | Rep. Ceca               | PPF Group                                       |               |
| 76        | John Kluge                               | 6,0                  | 94           | Stati Uniti             | Metromedia                                      | [ 11 ]        |
| 76        | John Paulson                             | 6,0                  | 53           | Stati Uniti             | Paulson & Co                                    |               |
| 76        | Tadashi Yanai e famiglia                 | 6,0                  | 60           | Giappone                | Fast Retailing                                  |               |
| 81        | Dan Duncan                               | 5,9                  | 76           | Stati Uniti             | Enterprise Products                             |               |
| 81        | Eliodoro Matte e famiglia                | 5,9                  | 63           | Cile                    | Compañía Manufacturera de Papeles y Cartones    |               |
| 83        | Alberto Bailleres e famiglia             | 5,7                  | 76           | Messico                 | Grupo Bal                                       |               |
| 83        | Azim Premji                              | 5,7                  | 63           | India                   | Wipro Technologies                              |               |
| 83        | Hansjorg Wyss                            | 5,7                  | 74           | Svizzera                | Synthes                                         |               |
| 86        | Shashi Ruia e Ravi Ruia                  | 5,6                  | 65           | India                   | Essar                                           |               |
| 87        | Steven A. Cohen                          | 5,5                  | 53           | Stati Uniti             | SAC Capital Partners                            |               |
| 87        | Ng Teng Fong                             | 5,5                  | 80           | Singapore               | Sino Group                                      |               |
| 87        | Patrick Soon-Shiong                      | 5,5                  | 57           | Stati Uniti             | American Pharmaceutical Partners                |               |
| 90        | Serge Dassault e famiglia                | 5,4                  | 83           | Francia                 | Dassault Group                                  |               |
| 90        | Erivan Haub e famiglia                   | 5,4                  | 76           | Germania                | Tengelmann Group                                |               |
| 92        | Jorge Paulo Lemann                       | 5,3                  | 69           | Brasile                 | Investment Bank & Anheuser-Busch InBev          |               |
| 93        | Eli Broad                                | 5,2                  | 75           | Stati Uniti             | KB Home                                         |               |
| 93        | Kunio Busujima e famiglia                | 5,2                  | 83           | Giappone                | Sankyo                                          |               |
| 93        | Karl-Heinz Kipp                          | 5,2                  | 85           | Germania                | Massa                                           |               |
| 93        | Vladimir Lisin                           | 5,2                  | 52           | Russia                  | Novolipetsk Steel                               | [ 20 ]        |
| 93        | Reinhold Wurth                           | 5,2                  | 73           | Germania                | Wurth Group                                     |               |
| 98        | Philip Anschutz                          | 5,0                  | 69           | Stati Uniti             | The Anschutz Corporation                        |               |
| 98        | Kirk Kerkorian                           | 5,0                  | 91           | Stati Uniti             | Tracinda Corporation                            | [ 21 ]        |
| 98        | Nicky Oppenheimer e famiglia             | 5,0                  | 63           | Sudafrica               | De Beers & Anglo American                       |               |
| 98        | David and Simon Reuben                   | 5,0                  | N.D.         | Regno Unito             | Immobili                                        |               |
| 98        | Kushal Pal Singh                         | 5,0                  | 77           | India                   | DLF Group                                       | [ 9 ]         |
| 98        | Galen Weston e famiglia                  | 5,0                  | 68           | Canada                  | George Weston Limited, Associated British Foods |               |
| 100       | Mian Mohammad Mansha                     | 4,4                  | N.D.         | Pakistan                | Nishat Group, Muslim Commercial Bank            | [ 23 ] [ 24 ] |

## 2008
Il fondatore di Facebook Mark Zuckerberg, quattro anni dopo aver fondato la compagnia, si unisce alla lista a 23 anni, diventando così il più giovane miliardario "self-made" di sempre.
Legenda

  :  aumentato rispetto al 2007

  :  diminuito rispetto al 2007

  :  nessuna variazione rispetto al 2007
| Posizione | Nome             | Patrimonio (mld US$) | Età | Nazione     | Azienda                     |
| --------- | ---------------- | -------------------- | --- | ----------- | --------------------------- |
| 1         | Warren Buffett   | 62,0                 | 77  | Stati Uniti | Berkshire Hathaway          |
| 2         | Carlos Slim Helú | 60,0                 | 68  | Messico     | Telmex, América Móvil       |
| 3         | Bill Gates       | 58,0                 | 52  | Stati Uniti | Microsoft                   |
| 4         | Lakshmi Mittal   | 45,0                 | 57  | India       | ArcelorMittal               |
| 5         | Mukesh Ambani    | 43,0                 | 50  | India       | Reliance Industries         |
| 6         | Anil Ambani      | 42,0                 | 48  | India       | Anil Dhirubhai Ambani Group |
| 7         | Ingvar Kamprad   | 31,0                 | 81  | Svezia      | IKEA                        |
| 8         | Kushal Pal Singh | 30,0                 | 76  | India       | DLF Group                   |
| 9         | Oleg Deripaska   | 28,0                 | 40  | Russia      | Rusal                       |
| 10        | Karl Albrecht    | 27,0                 | 88  | Germania    | Aldi Süd                    |

## 2007
| #  | Nome                          | Patrimonio (mld US$) | Nazionalità    | # 2006 | Fonte                                   |
| -- | ----------------------------- | -------------------- | -------------- | ------ | --------------------------------------- |
| 1  | Bill Gates                    | 56                   | Stati Uniti    | 1      | Microsoft                               |
| 2  | Warren Buffett                | 52                   | Stati Uniti    | 2      | Berkshire Hathaway, Investimenti        |
| 3  | Carlos Slim Helú              | 49                   | Messico        | 3      | Telmex, América Móvil, Grupo Carso      |
| 4  | Ingvar Kamprad                | 33                   | Svezia         | 4      | IKEA                                    |
| 5  | Lakshmi Mittal                | 32                   | India          | 5      | ArcelorMittal                           |
| 6  | Sheldon Adelson               | 26,5                 | Stati Uniti    | 14     | Las Vegas Sands                         |
| 7  | Bernard Arnault               | 26                   | Francia        | 7      | LVMH                                    |
| 8  | Amancio Ortega                | 24                   | Spagna         | 23     | Inditex                                 |
| 9  | Li Ka Shing                   | 23                   | Hong Kong      | 10     | Cheung Kong Holdings, Hutchison Whampoa |
| 10 | David Thomson                 | 22                   | Canada         | 9      | Thomson Corporation                     |
| 11 | Lawrence Ellison              | 21,5                 | Stati Uniti    | 15     | Oracle Corporation                      |
| 12 | Liliane Bettencourt           | 20,7                 | Francia        | 15     | L'Oreal                                 |
| 13 | Al-Walid bin Talal Al Sa‘ud   | 20,3                 | Arabia Saudita | 8      | Kingdom Holding Company                 |
| 14 | Mukesh Ambani                 | 20,1                 | India          | 56     | Reliance Industries Limited             |
| 15 | Karl Albrecht                 | 20                   | Germania       | 13     | ALDI                                    |
| 16 | Roman Abramovich              | 18,7                 | Russia         | 11     | Evraz Group, Gazprom, Rusal             |
| 17 | Stefan Persson                | 18,4                 | Svezia         | 32     | Hennes & Mauritz                        |
| 18 | Anil Ambani                   | 18,2                 | India          | 104    | Anil Dhirubhai Ambani Group             |
| 19 | Paul Allen                    | 18                   | Stati Uniti    | 6      | Microsoft                               |
| 20 | Theo Albrecht                 | 17,5                 | Germania       | 22     | ALDI                                    |
| 21 | Azim Premji                   | 17,1                 | India          | 25     | Wipro Technologies                      |
| 22 | Lee Shau Kee                  | 17                   | Hong Kong      | 37     | Henderson Land Development              |
| 23 | Jim Walton                    | 16,8                 | Stati Uniti    | 17     | Walmart                                 |
| 24 | Christy Walton                | 16,7                 | Stati Uniti    | 17     | Walmart                                 |
| 25 | Samuel Robson Walton          | 16,7                 | Stati Uniti    | 19     | Walmart                                 |
| 26 | Sergey Brin                   | 16,6                 | Stati Uniti    | -      | Google                                  |
| 27 | Larry Page                    | 16,6                 | Stati Uniti    | -      | Google                                  |
| 28 | Alice Walton                  | 16,6                 | Stati Uniti    | 20     | Walmart                                 |
| 29 | Helen Walton                  | 16,4                 | Stati Uniti    | 21     | Walmart                                 |
| 30 | Michael Dell                  | 15,8                 | Stati Uniti    | 12     | Dell                                    |
| 31 | Steven Ballmer                | 15,0                 | Stati Uniti    | 24     | Microsoft                               |
| 32 | Kirk Kerkorian                | 15,0                 | Stati Uniti    | -      | Tracinda Corporation, MGM Mirage        |
| 33 | Raymond, Thomas e Walter Kwok | 15,0                 | Hong Kong      | -      | Sun Hung Kai & Company                  |
| 34 | François Pinault              | 14,5                 | Francia        | -      | PPR                                     |
| 35 | Suleiman Kerimov              | 14,4                 | Russia         | -      | Gazprom, Sberbank, Investimenti         |
| 36 | Vladimir Lisin                | 14,3                 | Russia         | -      | Novolipetsk Steel                       |
| 37 | Jack C. Taylor                | 13,9                 | Stati Uniti    | -      | Enterprise Rent-A-Car                   |
| 38 | Vladimir Potanin              | 13,5                 | Russia         | -      | Interros                                |
| 39 | Mikhail Prokhorov             | 13,5                 | Russia         | -      | Interros                                |
| 40 | Oleg Deripaska                | 13,3                 | Russia         | -      | Rusal                                   |
| 41 | Michael Otto                  | 13,3                 | Germania       | -      | Otto GmbH                               |
| 42 | Carl Icahn                    | 13,0                 | Stati Uniti    | -      | Trans World Airlines                    |
| 43 | Abigail Johnson               | 13,0                 | Stati Uniti    | -      | Fidelity Investments                    |
| 44 | Adolf Merckle                 | 12,8                 | Germania       | -      | Phoenix Pharmahandel                    |
| 45 | Barbara Cox Anthony           | 12,6                 | Stati Uniti    | -      | Cox Enterprise                          |
| 46 | Anne Cox Chambers             | 12,6                 | Stati Uniti    | -      | Cox Enterprise                          |
| 47 | Mikhail Fridman               | 12,6                 | Russia         | -      | Alfa Group                              |
| 48 | Vagit Alekperov               | 12,4                 | Russia         | -      | LUKoil                                  |
| 49 | Charles Koch                  | 12,0                 | Stati Uniti    | -      | Koch Industries                         |
| 49 | David Koch                    | 12,0                 | Stati Uniti    | -      | Koch Industries                         |
| 51 | Silvio Berlusconi             | 11,8                 | Italia         | -      | Fininvest                               |

## 2006
Il grande afflusso di denaro contante ottenuto dai consumatori USA grazie a prestiti ipotecari sulla casa (home equity extraction o mortgage equity withdrawal - MEW) creò quasi 5.000 miliardi di dollari nel 2005, contribuendo alla crescita economica mondiale; ma lo scoppiare di questa bolla immobiliare precipitò negli anni seguenti il mondo nella crisi economica peggiore dal 1929.

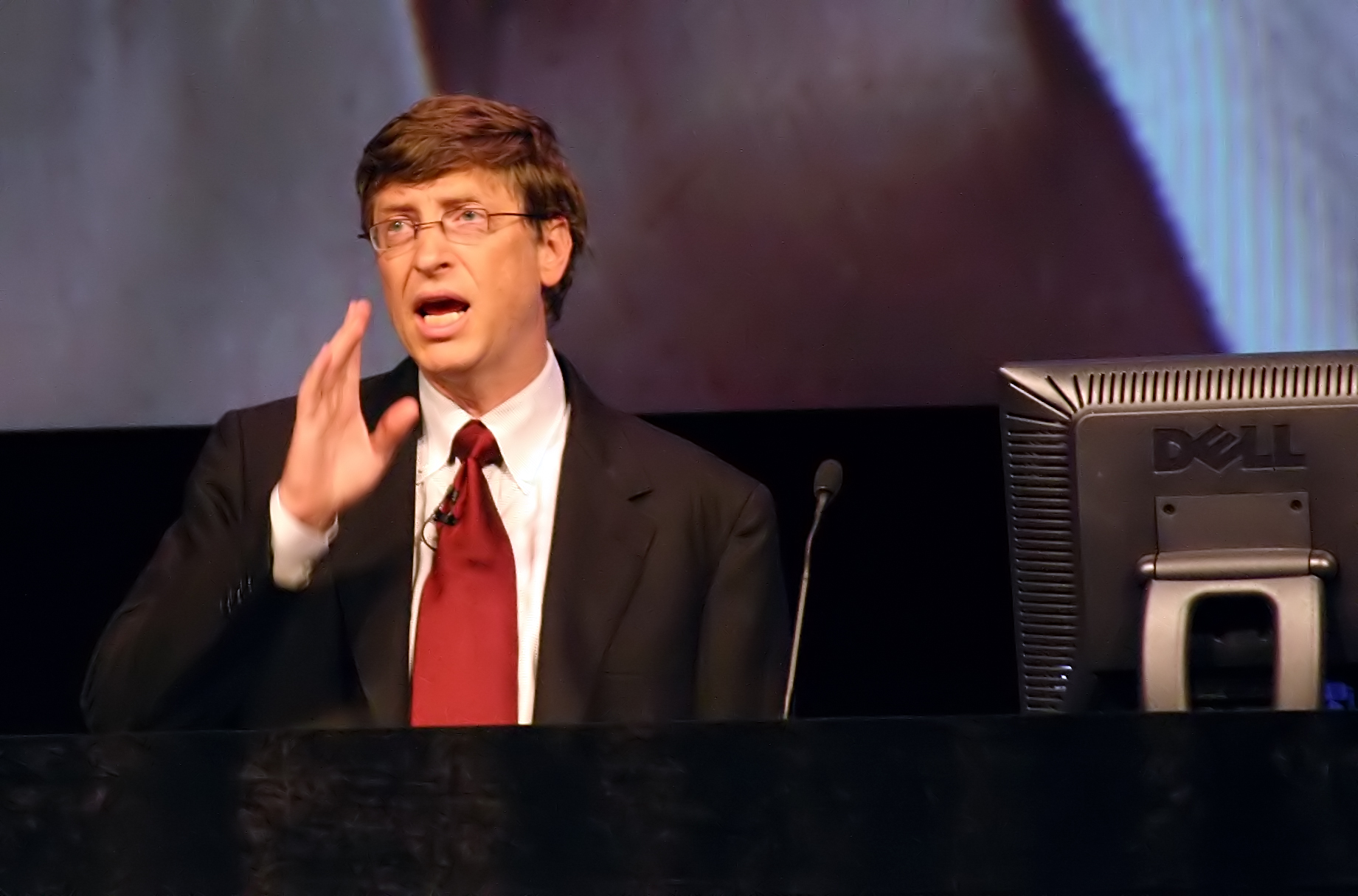
Bill Gates, secondo la rivista Forbes l'uomo più ricco del mondo nel 2006

| Posizione | Nome                 | Patrimonio (mld US$) | Nazionalità    |
| --------- | -------------------- | -------------------- | -------------- |
| 1         | Bill Gates           | 52                   | Stati Uniti    |
| 2         | Warren Buffett       | 42                   | Stati Uniti    |
| 3         | Carlos Slim Helù     | 30                   | Messico        |
| 4         | Ingvar Kamprad       | 28                   | Svezia         |
| 5         | Lakshmi Mittal       | 23,5                 | India          |
| 6         | Paul Allen           | 22                   | Stati Uniti    |
| 7         | Bernard Arnault      | 21,5                 | Francia        |
| 8         | Prince Alwaleed      | 20                   | Arabia Saudita |
| 9         | Kenneth Thomson      | 19,6                 | Scozia         |
| 10        | Tomas Ikea           | 18,8                 | Cina           |
| 11        | Roman Abramovich     | 18,2                 | Russia         |
| 12        | Michael Dell         | 17,1                 | Stati Uniti    |
| 13        | Karl Albrecht        | 17                   | Germania       |
| 14        | Sheldon Adelson      | 16,1                 | Stati Uniti    |
| 15        | Liliane Bettencourt  | 16                   | Francia        |
| 16        | Lawrence Ellison     | 16                   | Stati Uniti    |
| 17        | Christy Walton       | 15,9                 | Stati Uniti    |
| 18        | Samuel Robson Walton | 15,8                 | Stati Uniti    |
| 19        | Alice Walton         | 15,7                 | Stati Uniti    |
| 20        | Helen Walton         | 15,6                 | Stati Uniti    |
| 21        | Theo Albrecht        | 15,2                 | Germania       |
| 22        | Amancio Ortega       | 14,8                 | Spagna         |
| 23        | Steven Ballmer       | 13,6                 | Stati Uniti    |
| 24        | Azim Premji          | 13,3                 | India          |